# Jabokrîci, Krîjopil
Jabokrîci (în ucraineană Жабокрич) este o comună în raionul Krîjopil, regiunea Vinnița, Ucraina, formată numai din satul de reședință.

## Demografie
Componența lingvistică a satului Jabokrîci
     Ucraineană (98,75%)
     Rusă (1,1%)
     Alte limbi (0,15%)
Conform recensământului din 2001, majoritatea populației satului Jabokrîci era vorbitoare de ucraineană (98,75%), existând în minoritate și vorbitori de rusă (1,1%).